# یواس‌اس پاراکت (ای‌ام‌سی-۳۴)
یواس‌اس پاراکت (ای‌ام‌سی-۳۴) (به انگلیسی: USS Parrakeet (AMc-34)) یک کشتی بود که طول آن ۷۹ فوت ۳ اینچ (۲۴٫۱۶ متر) بود. این کشتی در سال ۱۹۳۴ ساخته شد.